# Lina Šternová
Lina Solomonovna Šternová (Лина Соломоновна Штерн; 14. srpnajul./ 26. srpna 1878greg. – 7. března 1968) byla sovětská lékařka, biochemička a fyzioložka, první ženská členka Akademie věd SSSR. Jejím nejvýznamnějším přínosem je výzkum hematoencefalické bariéry, jíž také Šternová dala roku 1921 dnes používané jméno.

## Život
Narodila se v Libau (dnes Liepāja v Lotyšsku) do židovské rodiny a vystudovala v Ženevě. Rozhodla se pokračovat v akademické kariéře a prováděla základní výzkum v biochemii a v neurovědách. Roku 1918 se stala první ženou s pedagogickou hodností na Univerzitě v Ženevě; byla jmenována profesorkou chemie a fyziologie a zkoumala buněčné dýchání.
V roce 1925 emigrovala do Sovětského Svazu na základě svého ideologického přesvědčení. V letech 1925 až 1948 sloužila jako profesorka 2. lékařského ústavu.
V letech 1929 až 1948 byla Šternová ředitelkou Institutu fyziologie Akademie věd SSSR. Kromě mnoha jiných problémů Šternová a její skupina pracovali na výzkumu dlouhověkosti a spánku. Pod jejím vedením pracovaly multidisciplinární týmy na problematice hematoencefalické bariéry. Výsledky této práce byly později uplatněny v klinické praxi a zachránily tisíce životů na frontách druhé světové války. V roce 1939 se stala jako první žena řádným členem Akademie (akademikem). V roce 1943 získala Stalinovu cenu.

## Pronásledování
Od vypuknutí druhé světové války byla Šternová členkou Ženského antifašistického výboru a Židovského antifašistického výboru (JAC). Když v lednu 1949 byli členové židovského antifašistického výboru pozatýkáni a pod smyšlenou záminkou odsouzeni k trestu smrti, Šternová byla jedinou přeživší. Rozsudek smrti byl změněn na trest odnětí svobody, následovaným pěti roky vyhnanství. V exilu byla v Džambulu (dnešní Taraz v Kazachstánu).[zdroj?]
Po Stalinově smrti v roce 1953 bylo Šternové dovoleno vrátit se do Moskvy a v letech 1954–1968 vedla Oddělení fyziologie na Biofyzikálním ústavu Akademie věd SSSR.